# Templo de Concórdia (Agrigento)

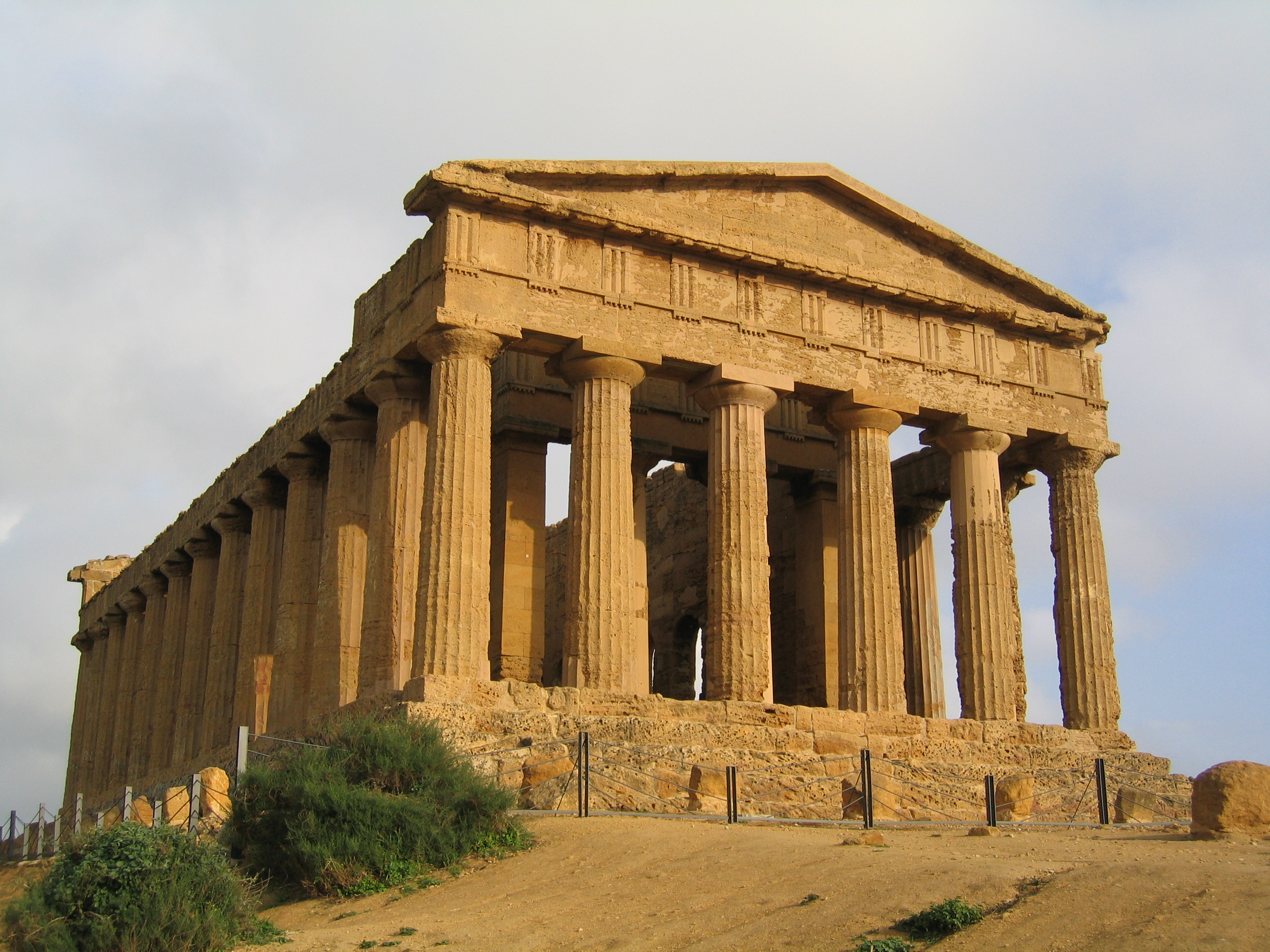
Fachada oeste do Templo de Concórdia

O Templo de Concórdia (em italiano:  Tempio della Concordia) é um antigo templo grego no Vale dos Templos (Valle dei Templi) em Agrigento (em grego: Acragas) na costa sul da Sicília, Itália. É o maior e mais bem conservado templo dórico da Sicília.

## Descrição
O templo foi construído entre 440 e 430 a.C. A peristasis bem preservada de seis por treze colunas fica em um crepidoma de quatro degraus (medindo 39,42 m × 16,92 m (129,3 pés × 55,5 pés), e 8,93 m (29,3 pés) de altura) A cela mede 28,36 m × m (93,0 pés × 30,8 pés). As colunas têm 6 m (20 pés) de altura e são esculpidas com vinte flautas e entasis harmoniosa (afunilamento nos topos das colunas e inchaço em torno dos meios).
Ele é construído, como o vizinho Templo de Juno, sobre uma base sólida projetada para superar os desníveis do terreno rochoso. Foi convencionalmente nomeado após Concórdia, a deusa romana da harmonia, para a inscrição latina da era romana encontrada nas proximidades, que não está relacionada a ela.
Se ainda estivesse em uso nos séculos 4 e 5, teria sido fechado durante a perseguição aos pagãos no final do Império Romano. O templo foi convertido em uma basílica cristã no século 6 dedicado aos apóstolos Pedro e Paulo por San Gregorio delle Rape, bispo de Agrigento e, assim, sobreviveu à destruição de locais de culto pagãos. Os espaços entre as colunas foram preenchidos com paredes, alterando sua forma grega clássica. A divisão entre a cela, a sala principal onde a estátua de culto teria ficado na antiguidade, e os opistódomos, uma sala adjacente, foi destruída, e as paredes da cela foram cortadas em uma série de arcos ao longo da nave.  As reformas cristãs foram removidas durante a restauração de 1785. De acordo com outra fonte, o Príncipe de Torremuzza transferiu o altar para outro lugar e começou a restauração do edifício clássico em 1788.
De acordo com os autores de um artigo de 2007, é "além do Partenon, o templo dórico mais bem preservado do mundo".

## Galeria

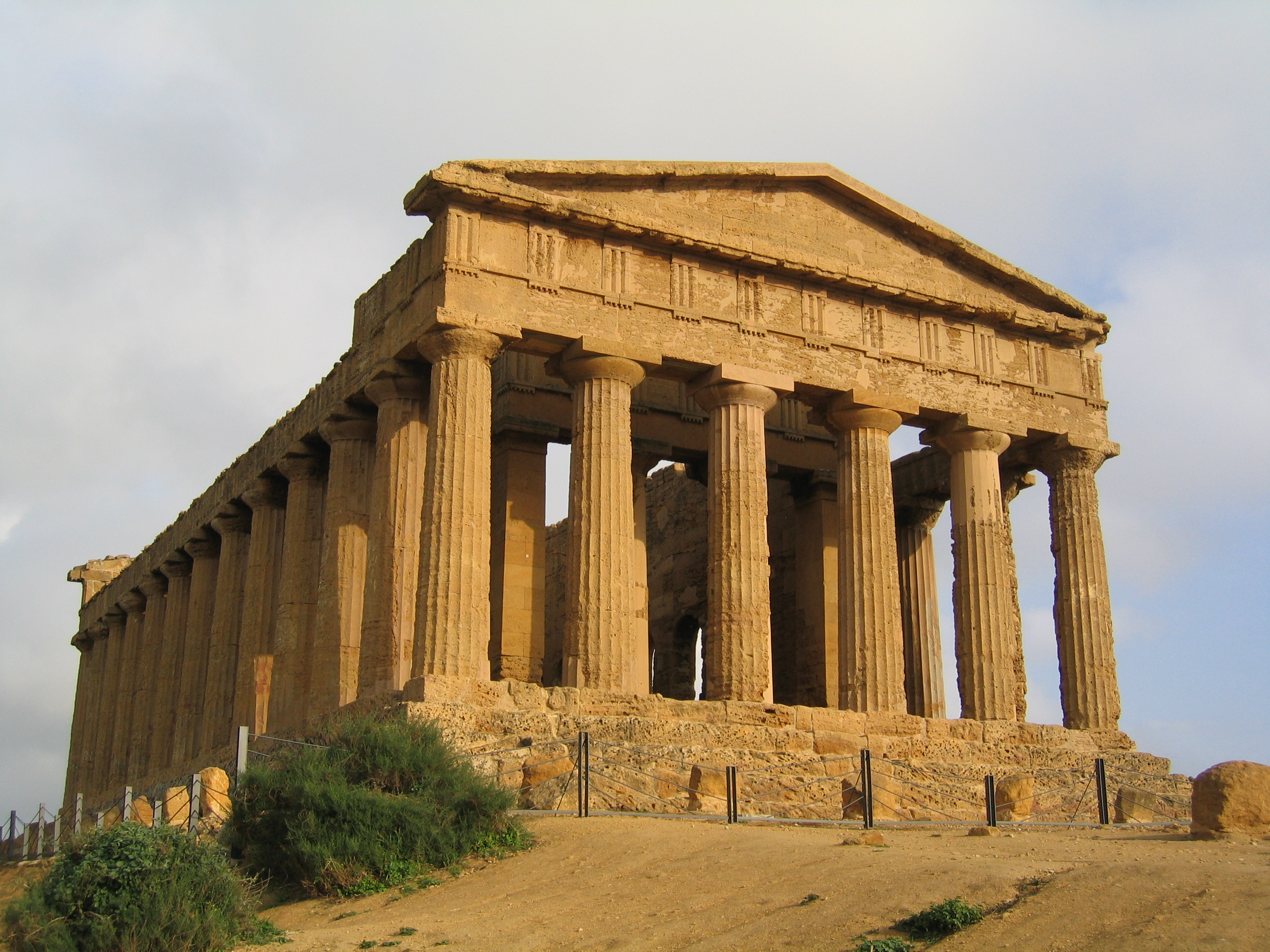
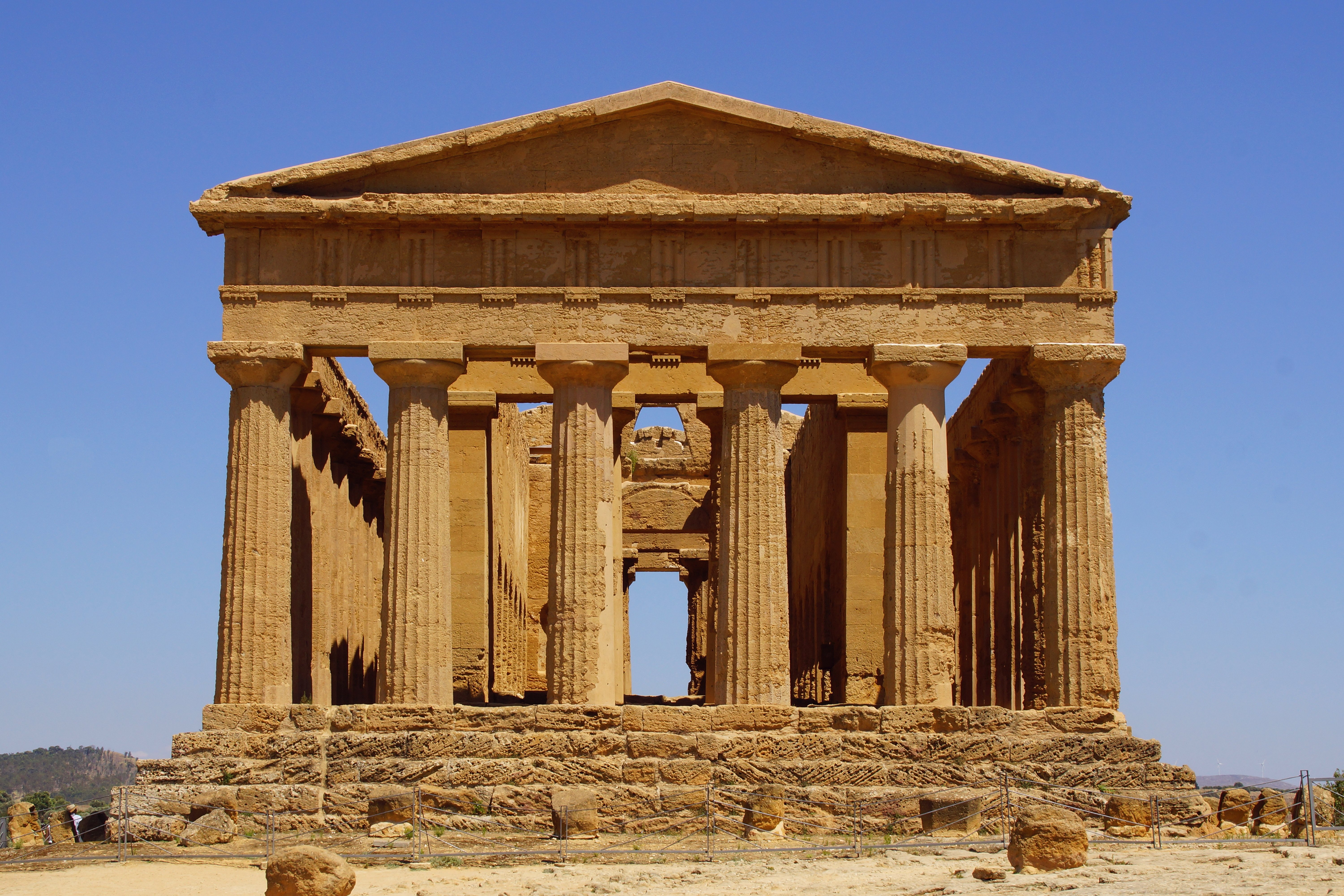
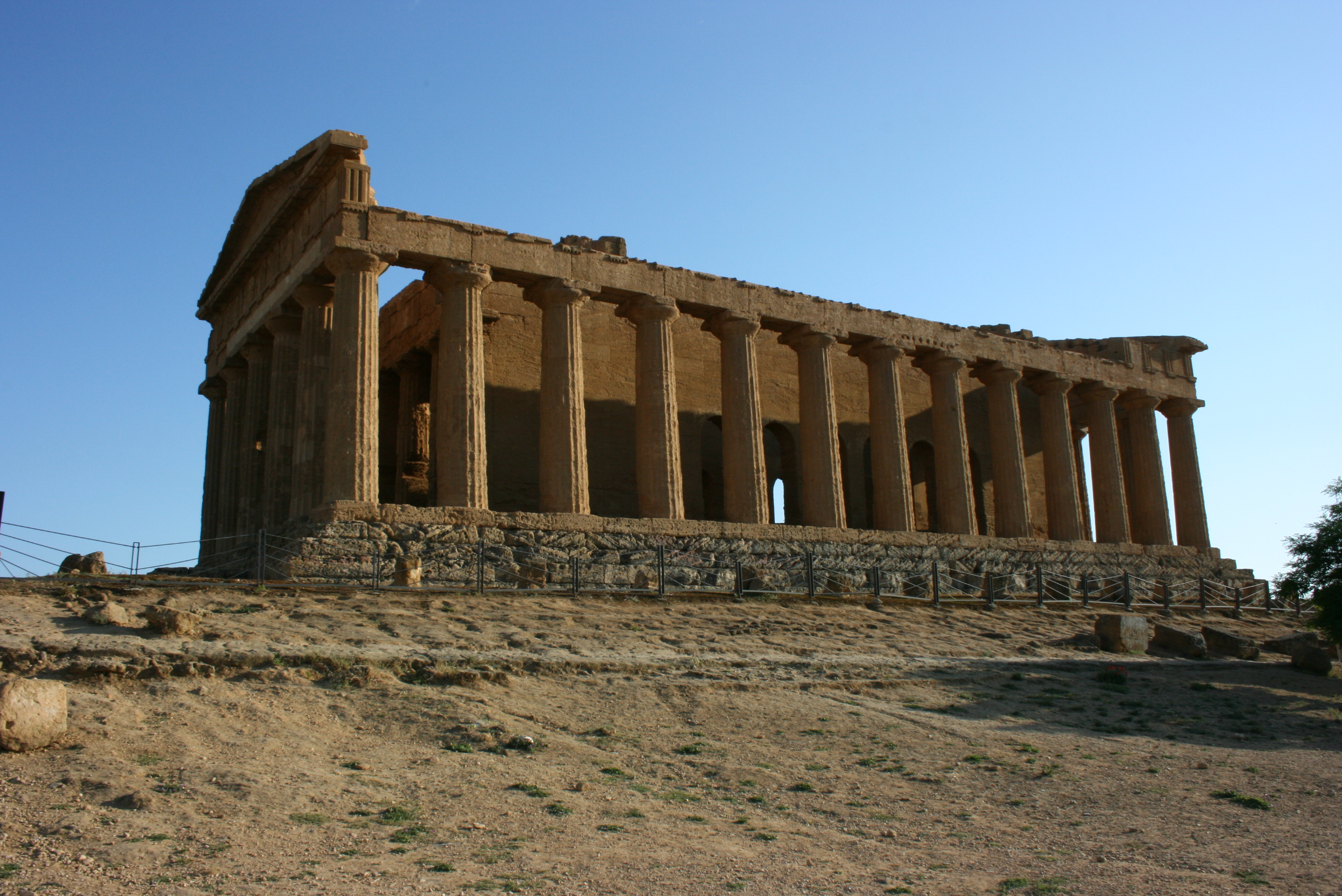
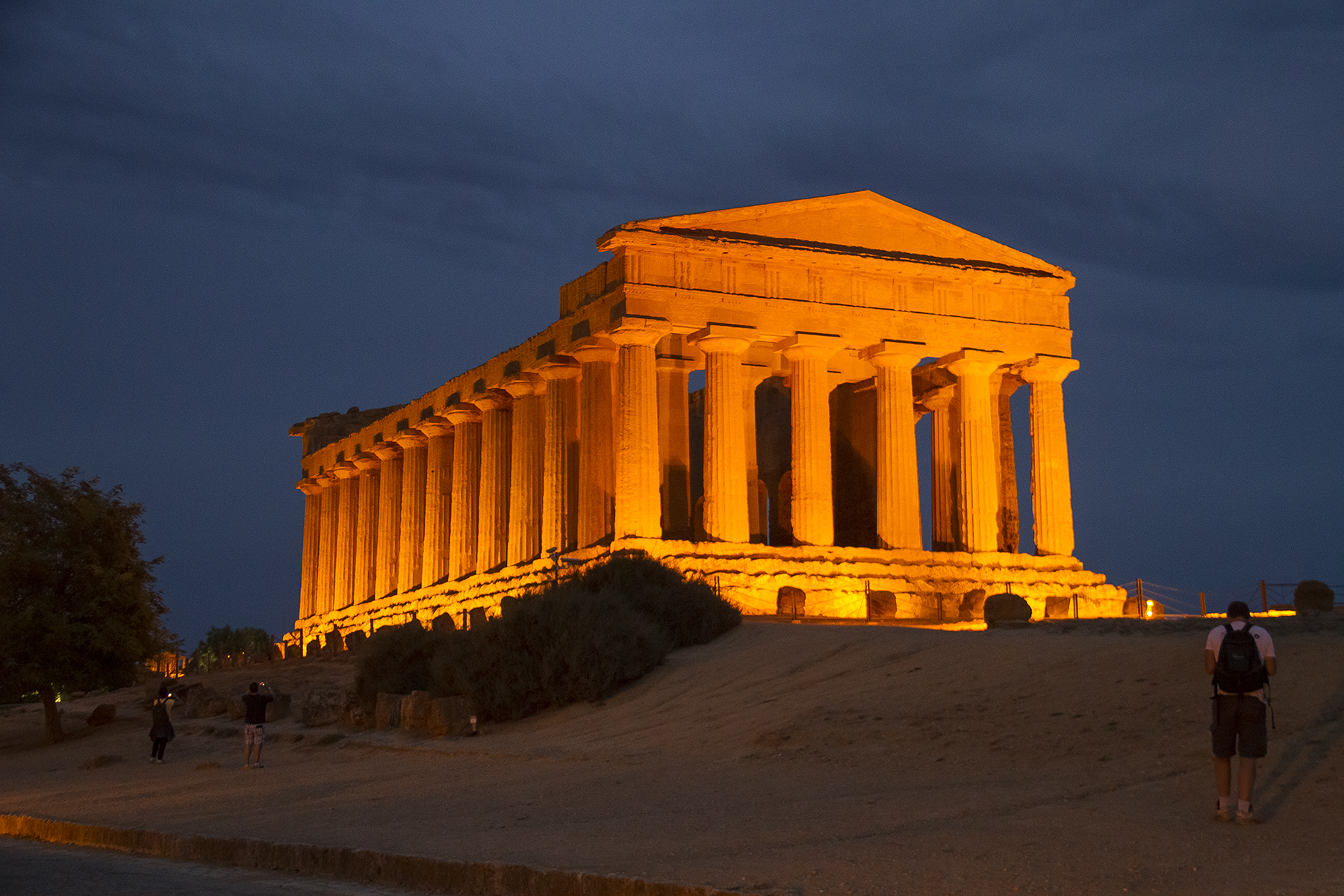

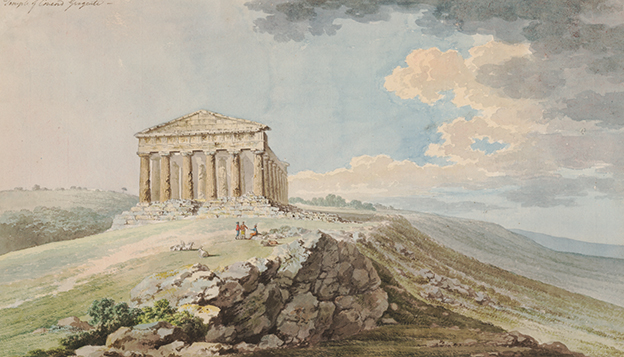
Vista do Templo de Concórdia em Agrigentum por Charles Gore (1777)
Uma vista em Girgenti na Sicília com o Templo de Concórdia e Juno por Charles Lock Eastlake (c. 1818)
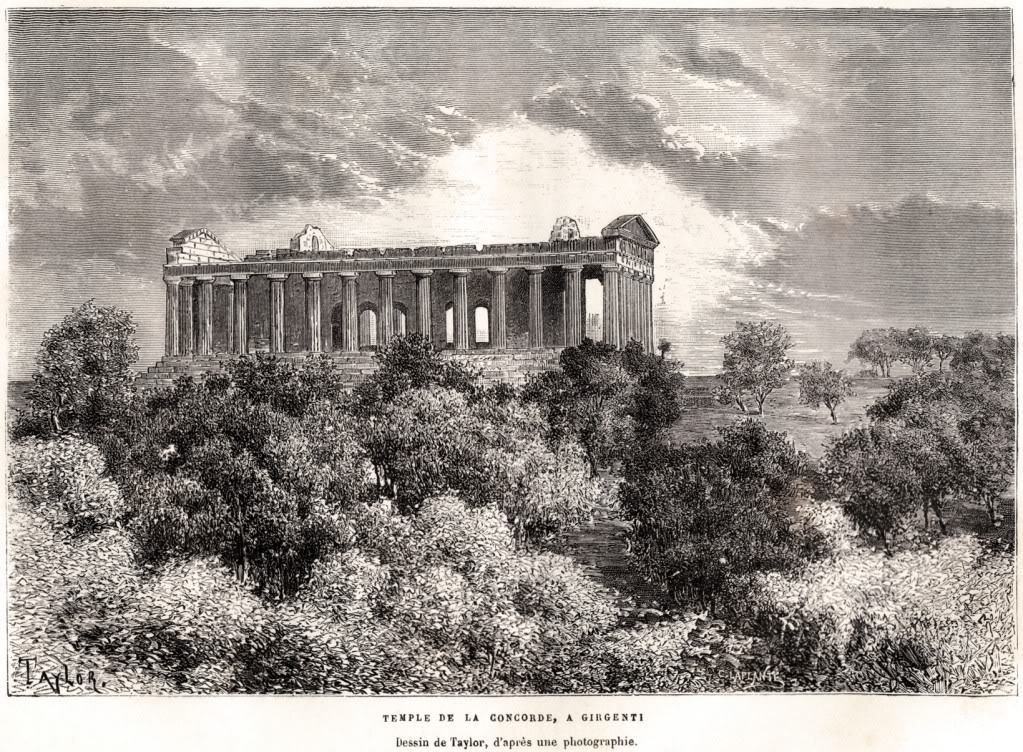
Templo de Concórdia em Girgenti, uma gravura em madeira(c. 1885)
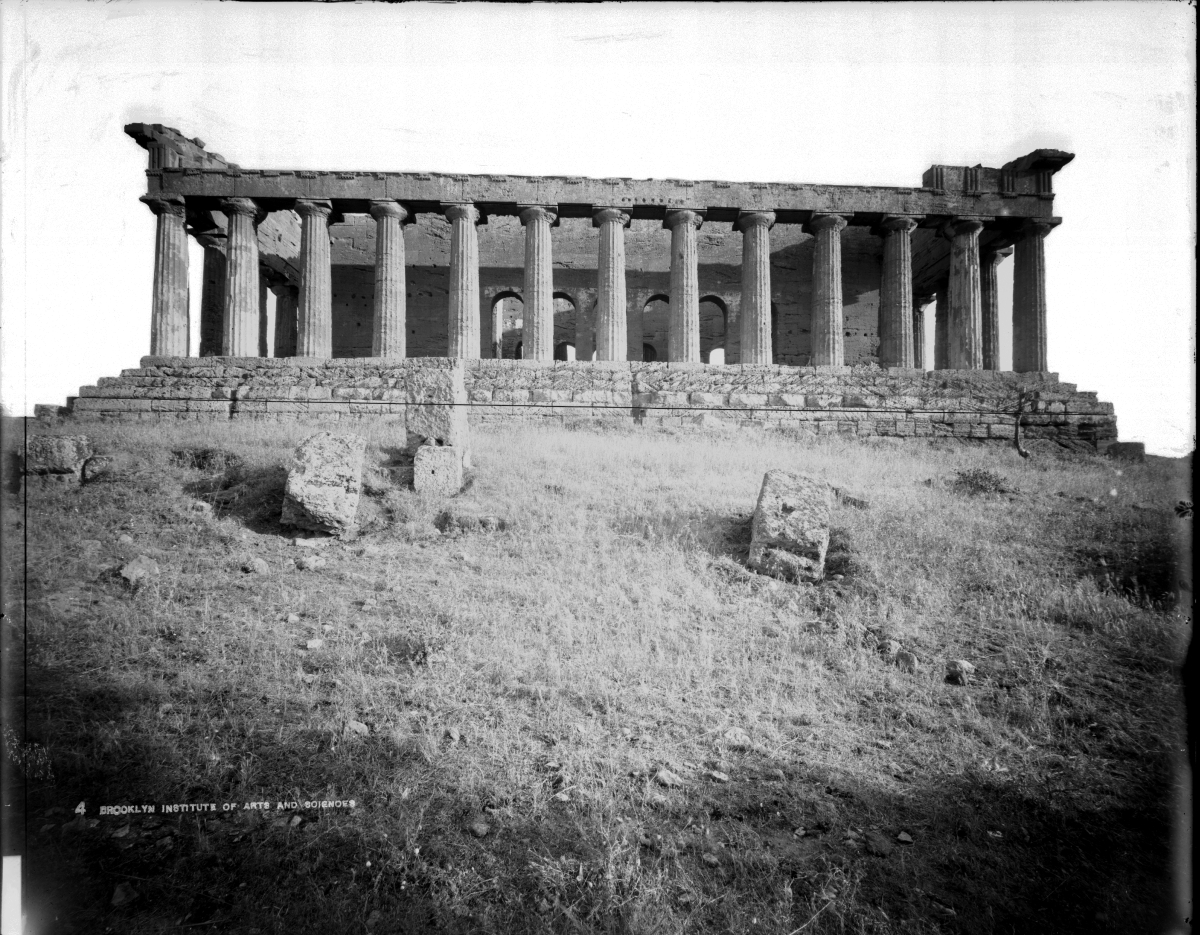
Templo de Concord, Girgenti por William Henry Goodyear (1895)
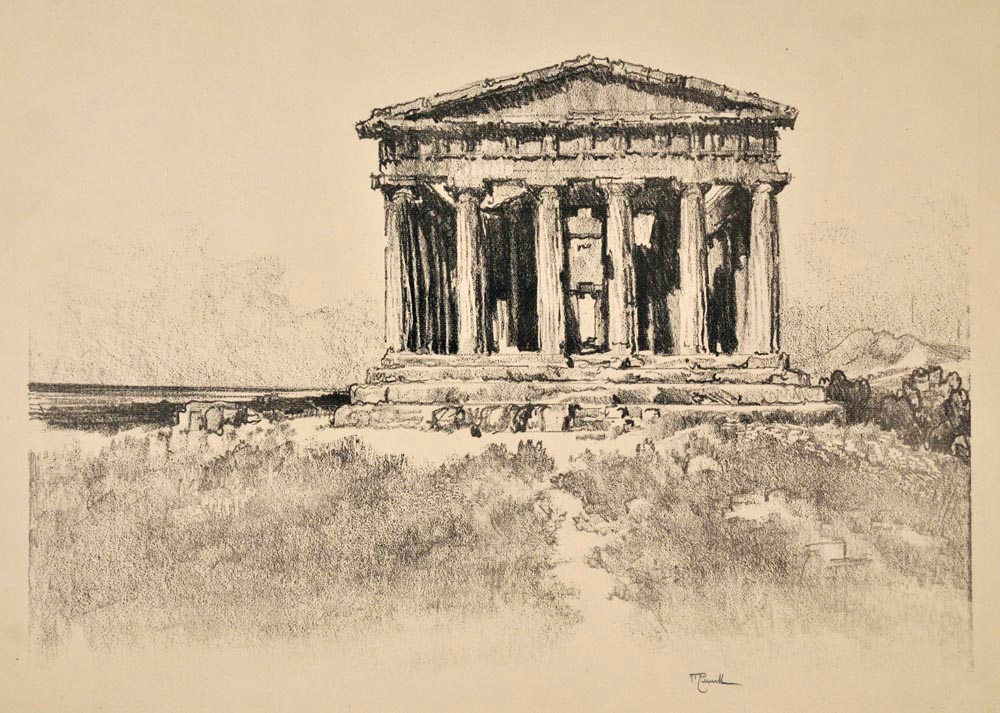
O Templo à beira-mar de Joseph Pennell (1913)
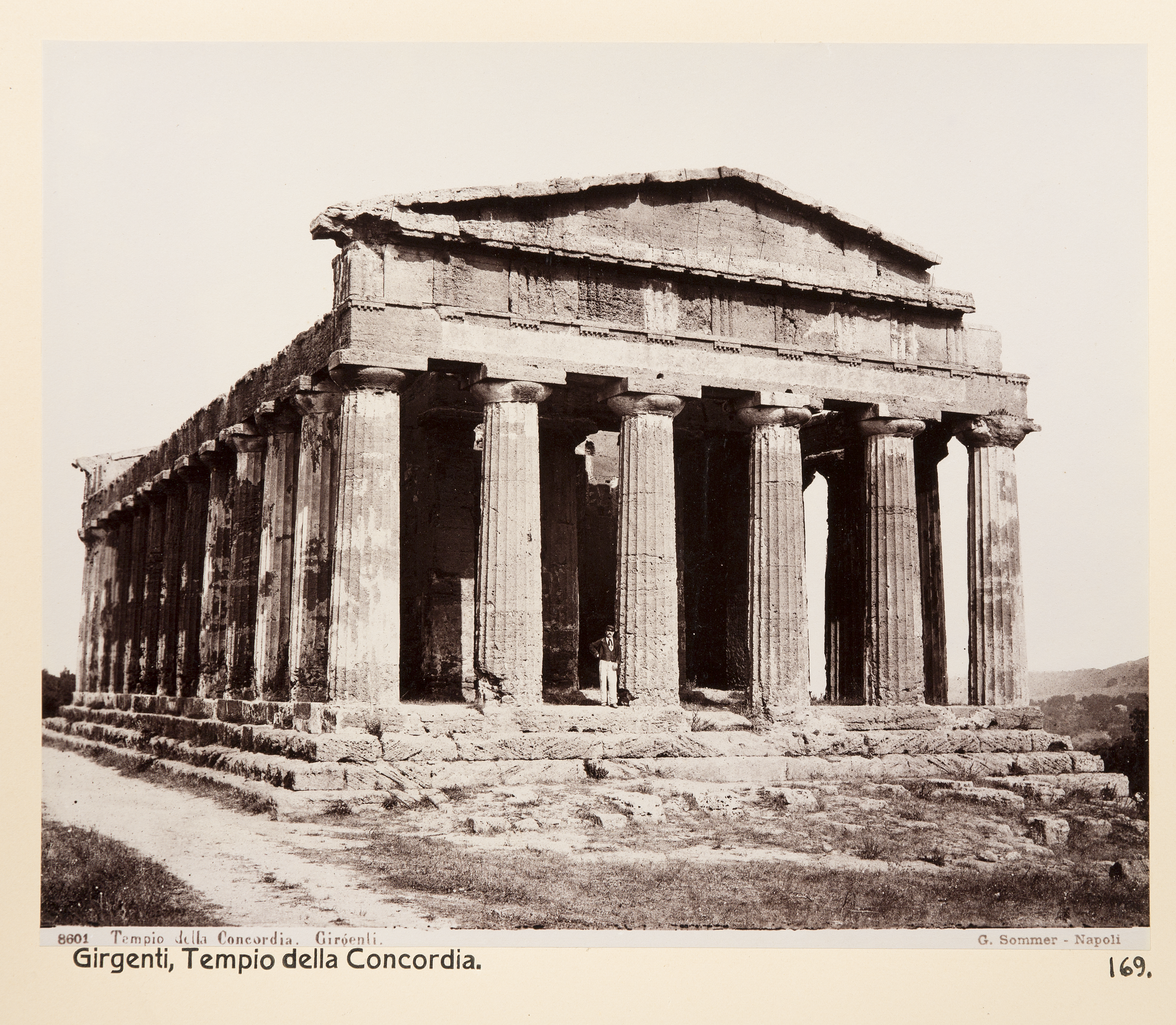
Por volta de 1888